# Zoé Porphyrogénète
Pour les articles homonymes, voir Zoé.
Zoé Porphyrogénète (en grec : Ζωή / Dzōḗ, litt : la vie), née vers 978 et morte en juin 1050, est une impératrice byzantine de 1028 à 1050 aux côtés de trois époux, de son fils adoptif et de sa sœur Théodora Porphyrogénète ; elle règne en son nom propre pendant quelques semaines d'avril à juin 1042.
Elle était la seconde fille de Constantin VIII (r. 1025-1028), co-empereur aux côtés de son frère Basile II (r. 976-1025). Lorsque Basile II mourut sans laisser d’héritier, Constantin VIII demeura seul empereur. Il avait trois filles : Eudoxie, Zoé et Théodora. L'aînée, Eudoxie, ayant souffert de petite vérole dans son enfance et s'étant réfugiée dans un couvent, le trône revint à Zoé, que Constantin VIII força peu avant sa mort à épouser un sénateur de Constantinople, Romain Argyros, lequel devint empereur (Romain III Argyre) aux côtés de son épouse. 
Très tôt l'empereur délaissa Zoé, qui s'éprit follement d'un jeune homme de trente ans son cadet venant de Paphlagonie, prénommé Michel. Cinq ans après le mariage de Zoé et de Romain III, ce dernier trouva la mort dans une piscine du palais. Le jour même de son décès, Zoé épousait son amant qui fut couronné le lendemain sous le nom de Michel IV (r. 1034-1041). Épileptique et de santé fragile, Michel IV devait mourir à la suite d’une campagne victorieuse contre les Bulgares, non sans avoir persuadé Zoé d'adopter son neveu qui prit le nom de Michel V (r. décembre 1041-avril 1042). 
Une fois empereur, Michel V exila sa mère adoptive, provoquant la colère de la population de la capitale, très attachée à la dynastie macédonienne dont Zoé et sa sœur Théodora étaient les dernières représentantes. Le 20 avril 1042, une révolte populaire chassa Michel V du trône et y installa les deux sœurs qui régnèrent conjointement pendant trois mois jusqu'à ce que Zoé décide d’épouser un de ses anciens amants, Constantin Monomaque, à qui elle transférera le pouvoir, celui-ci devenant Constantin IX (r. 1042-1055). Huit ans plus tard, Zoé décédait à l'âge de soixante-douze ans.

## Biographie

### De la naissance au premier mariage (978-1028)
Zoé dut naître vers 978, car Michel Psellos nous dit qu'elle avait soixante-douze ans lors de son décès en 1050. Elle était la deuxième fille de Constantin VIII et de son épouse Helena Alypios. Sa sœur aînée, Eudoxie, était entrée très jeune dans un monastère après avoir été défigurée par la petite vérole dans son enfance ; elle devait y demeurer jusqu'à sa mort avant 1042. La plus jeune, Théodora, réputée plus intelligente que Zoé mais d'apparence moins attrayante, fut envoyée dans un couvent par son père lorsqu'elle refusa d'épouser Romain Argyros qui était déjà marié ; elle devait en sortir lorsque la foule vint l'y chercher pour la faire régner aux côtés de Zoé lors de la déposition de Michel V.
L'enfance de Zoé se passa dans le gynécée impérial avec sa sœur Théodora jusqu'à ce qu'en 996 une ambassade vienne demander à Basile II la main de l'une de ses trois filles pour le jeune Otton III, roi des Romains depuis 983 et devenu en 996 empereur du Saint-Empire romain. Rêvant d'Empire universel et faisant de Rome sa nouvelle capitale, le jeune souverain désirait une épouse byzantine comme son père, lequel avait épousé la princesse arméno-byzantine Théophano Skleraina. Malheureusement, les ambassadeurs byzantins accompagnant ceux d'Otto III au retour pour négocier les détails du mariage ne trouvèrent pas l'empereur qui avait quitté Rome pour l'Allemagne et revinrent bredouilles à Constantinople.  Une deuxième ambassade fut envoyée en 1001 conduite par l'archevêque de Milan, Arnolfo II, avec pour mission cette fois de ramener la future épouse. Eudoxie étant déjà dans un couvent et Théodora n'ayant pas les charmes de sa sœur, le choix se porta sur Zoé qui, l'année suivante, partit pour l'Italie. Malheureusement, sitôt fut-elle arrivée à Bari qu'elle apprit que son futur époux venait de succomber d'une fièvre intense le 24 janvier 1002. Elle dut retourner à Constantinople par le bateau sur lequel elle était arrivée.
Zoé avait donc regagné le gynécée impérial avec sa sœur Théodora lorsqu'en 1028, alors qu'elle approchait la cinquantaine, une nouvelle ambassade arriva du Saint-Empire romain germanique avec une proposition d'union matrimoniale : l'empereur Conrad II voulait donner une épouse à son fils, le jeune Henri. Le projet tourna court lorsque l'on comprit que le jeune Henri n'avait que dix ans.
Entre-temps, Constantin VIII avait succédé à son frère. Ayant toujours vécu dans l'ombre de Basile II, l'empereur ignorait tout des affaires de l'État. Frivole et indolent, il confia le gouvernement aux eunuques du palais et destitua les hauts fonctionnaires civils et militaires qui avaient contribué au succès de son frère. Le 9 novembre 1028, il tomba mortellement malade. Ce ne fut qu'alors qu'il songea à sa succession. La question se posa de savoir quel époux donner à Zoé, héritière du titre en l'absence d'un enfant mâle. Son premier choix se porta sur le patricien Constantin Dalassène, doux (gouverneur depuis 1024) d'Antioche et membre d'une famille alliée depuis toujours à la dynastie régnante. Toutefois ce choix se heurta aux protestations de la bureaucratie civile de Constantinople et l'empereur dut accepter le choix de celle-ci : un sénateur déjà sexagénaire du nom de Romain Argyros, éparque de Constantinople. Toutefois, celui-ci était déjà marié. Fidèle à sa réputation de brutalité et d'accès de colère, Constantin fit venir l'épouse de Romain qui eut à choisir : le divorce immédiat ou l'aveuglement de Romain. Pour sauver son mari, Helena accepta d'entrer dans un couvent et de prendre le voile, libérant ainsi son époux des liens du mariage ,. Le lendemain, 10 novembre, Romain épousait Zoé dans la chapelle du palais impérial ; le 11, Romain était au chevet de l'empereur qui rendait son dernier souffle ; le 13, il était couronné empereur sous le nom de Romain III Argyre aux côtés de son épouse radieuse .

### Épouse deRomainIII(1028-1034)

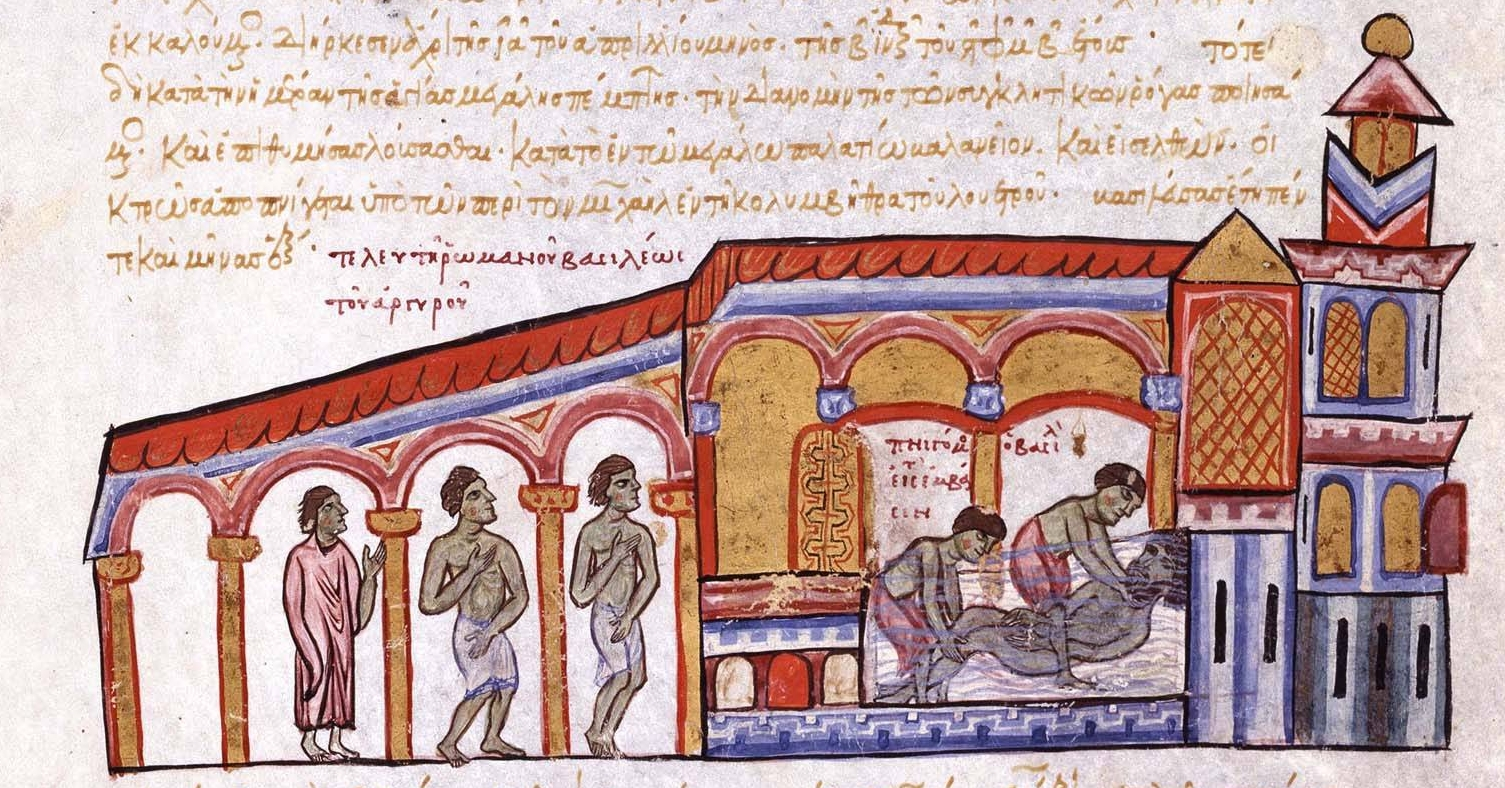
Le « meurtre » de Romain III dans son bain d'après une miniature du Skylitzès de Madrid.

Une fois passée du gynécée à la cour proprement dite, Zoé s'assura que sa sœur ne lui porterait pas ombrage. Elle convainquit son époux de nommer un de ses hommes responsable de la maison de Théodora avec mission de la surveiller étroitement. Peu après, Théodora fut accusée de comploter pour s'emparer du trône, d'abord avec Pressiyan II de Bulgarie en 1030, puis avec Constantin Diogène, gouverneur de Sirmium en 1031 . Romain III fit exiler celle-ci au couvent de Petron tout en lui laissant toutefois certains privilèges et la gardant sous sa protection,,. Si Michel Psellos affirmait qu'elle avait une haute conscience de sa stature impériale, il semblerait que cette décision de relégation de sa sœur fut sa seule véritable action politique sous le règne de Romain.
Le premier souci du couple impérial était de perpétuer la dynastie. Zoé ayant atteint la cinquantaine, Romain tout comme Zoé utilisèrent charmes, amulettes et talismans pour aider la conception, le tout sans résultat,. Rapidement, Romain perdit tout intérêt pour l'impératrice, manifestant ouvertement son mépris,.  Il lui retira d'abord sa liberté de mouvement, et, pire encore pour cette femme qui dépensait sans compter, il lui interdit l'accès au trésor public, lui imposant de vivre sur des émoluments fixes . 
Zoé en conçut un dépit profond à l'endroit de l’homme qui n'était devenu empereur que grâce à elle. Aussi, lorsque le parakimomène Jean l'Orphanotrophe, parce que l'empereur l'avait nommé responsable de l'orphelinat Saint-Paul, introduisit à la cour son frère Michel, alors dans la vingtaine et d'une grande beauté physique. Zoé en tomba immédiatement amoureuse et l'attira dans ses appartements,,.
D'abord résistant aux avances de l'impératrice, Michel réalisa rapidement l'intérêt d'une telle liaison pour lui et sa famille : bientôt leur relation devint évidente, Zoé embrassant son jeune partenaire aux yeux de tous. Romain qui avait dix ans de plus que l'impératrice ferma d'abord les yeux sur cette idylle, attachant même Michel à son service personnel. Lorsque le scandale éclata au grand jour grâce aux ragots de la sœur de l'empereur, Pulchérie, l'empereur confronta Michel qui jura sur de saintes reliques qu'il ne s'agissait que de calomnies. Amadoué par ces paroles et sensible à la terrible maladie qui frappait Michel depuis sa jeunesse (celui-ci était épileptique), Romain préféra fermer les yeux. Zoé n'en était du reste pas à sa première liaison et déjà les noms de Constantin Catepane et Constantin Monomaque circulaient à son sujet,,.
Bientôt, une maladie aussi subite que douloureuse frappa l'empereur,. Sa face s'enfla, son souffle se fit court, il perdit l'appétit et le sommeil. Il n'en fallait pas moins pour qu'au palais on parle d'empoisonnement, montrant du doigt l'impératrice Zoé,.  Le Jeudi saint 1034, alors qu'il se préparait pour les cérémonies du lendemain, l'empereur mourut dans une des piscines du palais. Crise cardiaque ou assassinat par les serviteurs du palais ? Le récit de Michel Psellos ne le dit pas. Une chose est certaine toutefois : accourue sur les lieux, Zoé jeta un regard sur son époux et, assurée de sa mort prochaine, courut rejoindre son amant. Dès le lendemain (le Vendredi saint), le patriarche Alexis fut convoqué au palais pour unir Zoé et Michel, de trente ans plus jeune qu'elle, et oindre celui-ci comme empereur. Choqué par la vision de l'impératrice et de son amant revêtus tous deux des habits impériaux, le patriarche ne consentit selon Jean Skylitzès à cette union et au couronnement qui suivit qu'après avoir reçu de l'impératrice la promesse d'une somme de cinquante livres d’or pour lui et de cinquante autres pour son clergé,. Le même soir, les hauts dignitaires de l'Église et de l'État venaient à la fois rendre leurs hommages à la fois au nouveau couple impérial et se recueillir devant l'empereur décédé dont le cercueil fut conduit à l'église de la Vierge Peribleptos qu'il avait fait construire ,. Selon Evelyne Patlagean, le choix de l'union avec Michel IV, au-delà de la passion évidente de Zoé à son égard, pouvait aussi relever d'un choix politique. En épousant le membre d'une famille modeste, elle pouvait éviter ou retarder l'émergence d'une dynastie concurrente à la sienne et garder son rôle pivot dans le jeu politique byzantin.

### Épouse deMichelIV(1034-1041)

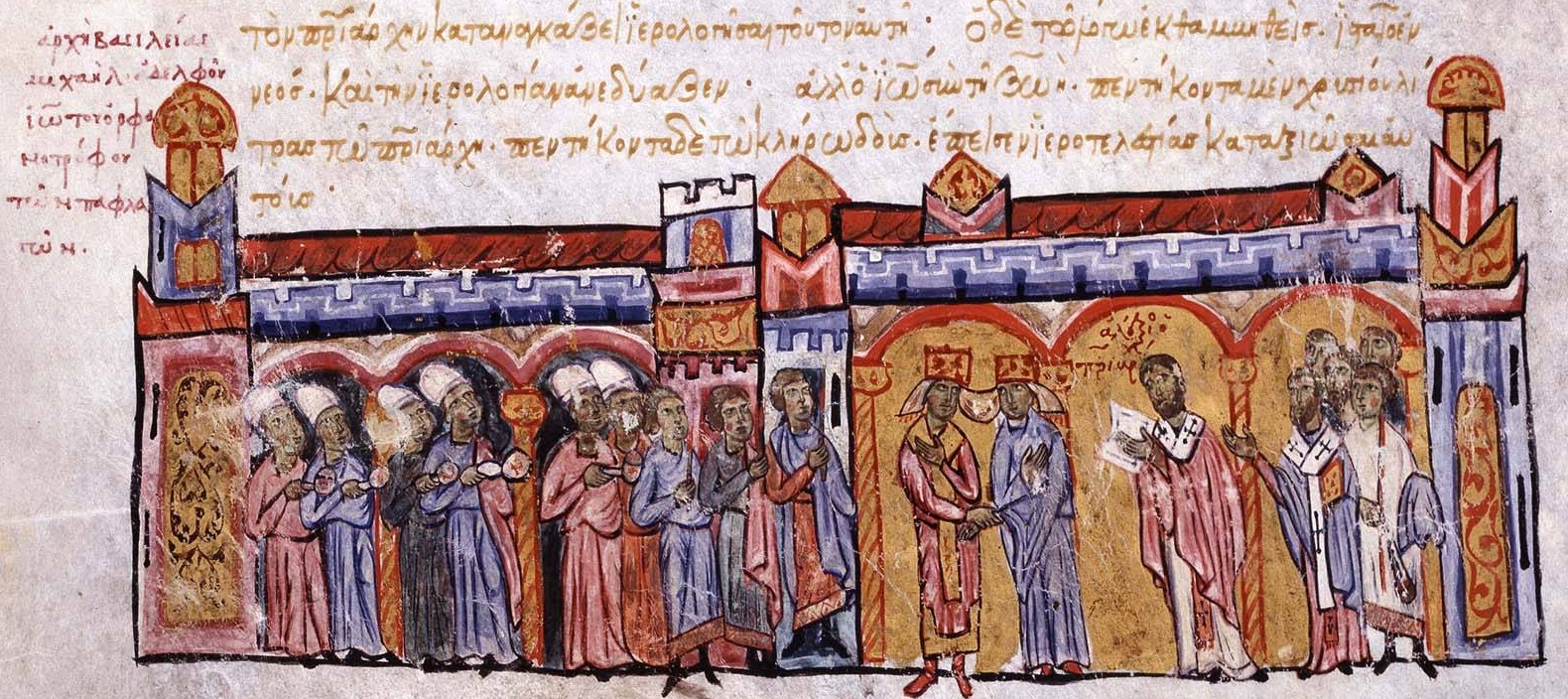
Le mariage de Zoé et de Michel IV selon une miniature du Skylitzès de Madrid.

Si l'impératrice pensait que le jeune Michel IV se montrerait un mari plus attentionné que ne l'avait été Romain III Argyre âgé, elle se trompait lourdement. Dans les premiers mois, Michel considéra la dignité impériale comme un amusement, organisant toutes sortes de fêtes et plaisirs pour son épouse. Très vite cependant son caractère changea et il se consacra entièrement aux affaires de l'État, son frère Jean continuant à s'occuper des affaires financières,.
L'année 1034 n'était pas terminée que Michel avait mis fin à sa relation avec l'impératrice, et, lui ayant retiré sa liberté de mouvement, la confina au gynécée du palais où son frère Jean la fit constamment surveiller, lui retirant non seulement une partie de ses émoluments, mais également lui interdisant de recevoir ses amies sans sa permission,. Lui-même cessa d'aller la visiter, soit qu'il eut perdu tout intérêt, soit comme le suggère Psellos qu'il ne voulait pas qu'elle le voit ayant une crise d'épilepsie,,. Zoé en conçut une véritable haine contre Jean l'Orphanotrophe qu'elle voulut, selon Skylitzès, faire assassiner en 1037, un de ses eunuques tentant de soudoyer le médecin de Jean pour lui faire donner du poison au lieu d'un purgatif. Toutefois, un serviteur du médecin informa l'Orphanotrophe ; le médecin fut exilé ainsi que celui qui avait fourni le poison. Jean fit alors resserrer la surveillance autour de l'impératrice,.
Loin de s'améliorer, la condition physique de Michel IV s'aggrava avec les mois, celui-ci éprouvant un profond remords pour le parjure qu'il avait commis devant Romain III et pour sa part de responsabilité dans son décès. Il s'était progressivement tourné vers la religion, implorant Dieu de le guérir de son mal en allant en pèlerinage au sanctuaire de Saint-Dimitri à Thessalonique et en construisant de nombreuses églises dont celles des saints anargyres, dans la banlieue de la capitale. Multipliant les donations en faveur des moines, il fit également construire un hospice pour les prostituées de la capitale et accueillait dans son entourage les miséreux couverts de plaies.
Lorsqu'en 1041, l'empereur revint épuisé d'une campagne contre les Bulgares, il devint évident pour la cour et en particulier pour Jean l'Orphanotrophe que Michel IV allait mourir. Désirant garder le contrôle du gouvernement, ce dernier convainquit l'empereur de demander à l'impératrice Zoé d'adopter son neveu, également prénommé Michel et de proclamer celui-ci césar ,. Ce dernier était le fils de la sœur de Michel IV, Marie, et d'un dénommé Étienne dont le métier était le calfatage de bateaux, d'où le surnom de Michel V, « le calfat » ,,. Sentant sa mort approcher, Michel IV avait fait reconstruire l'église et le monastère des Saints-Côme-et-Damien. Après avoir abdiqué la couronne, c'est là qu'il se retira en décembre 1041. Zoé jouissait manifestement d'une plus grande liberté de mouvement à cette époque, car soudainement prise de remords, et émue par la mort prochaine de son époux, elle se précipita au monastère suppliant celui-ci de la revoir une dernière fois, ce qu'il refusa avant de mourir le 10 décembre 1041. 

### Mère adoptive deMichelV(1041-1042)

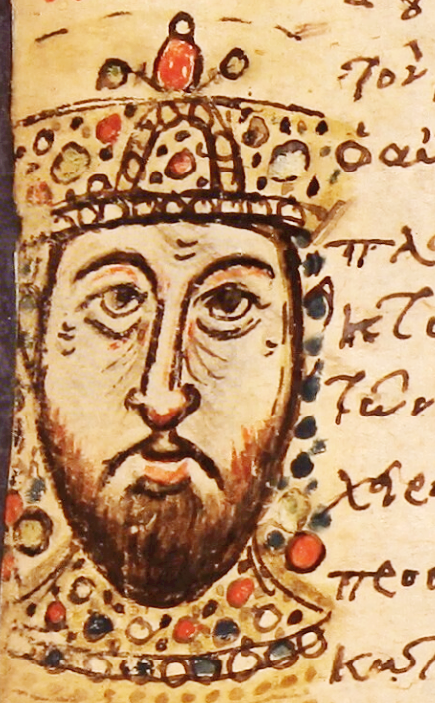
Portrait de Michel V, figurant dans le mutinensis gr. 122, manuscrit grec composé au XVe siècle. Les traits de son visage sont proches de ceux figurant sur les pièces de son règne.

Dès son adoption et sa promotion comme césar, Michel V (r. 1041-1042) se tourna à la fois contre l'impératrice et contre Jean l'Orphanotrophe, tout en affectant à l'endroit de l'une et de l'autre les meilleurs sentiments. 
À la mort de Michel IV, le pouvoir revint à Zoé à qui il appartint de choisir le nouvel empereur. Ce ne fut que trois jours plus tard qu'elle se décida en faveur du jeune Michel,. L'un de ses premiers gestes fut de bannir Jean l'Orphanotrophe et de l'envoyer dans un monastère. 
Esprit torturé, Michel V devint vite jaloux du statut et de la popularité de l'impératrice douairière. Bientôt, il lui refusa l'entrée de la salle du conseil et (pire encore) l'accès au trésor public, la gardant comme l'avait fait Michel IV sous haute surveillance. Cinq mois après son couronnement, dans la nuit du 18 au 19 avril 1042, Michel la fit tonsurer et l'envoya dans un monastère de l'île de Principo, une des Îles des Princes sous prétexte qu'elle aurait comploté pour l'empoisonner.
Après avoir informé le Sénat des motifs de sa décision, Michel V fit lire par l'éparque (préfet) de la ville, dans le forum de Constantin, une proclamation faisant état de l'exil de l'impératrice pour trahison et de la déposition du patriarche Alexis Studite,,.
Toujours très attachée à la dynastie macédonienne et conservant un profond attachement pour Zoé, la population de la capitale se rebella et pendant trois jours, la ville fut livrée à l'anarchie, attaquant le Grand Palais, émeute qui fit quelque 3 000 morts ,,.
Inquiet de la tournure des événements, Michel V rappela Zoé au palais, tout en insistant pour qu'elle demeure une moniale. La vue de la vieille dame que certains ne reconnaissaient même plus, toute de noir vêtue, ne fit qu'attiser l'ardeur de la foule,,. Ne pouvant s'assurer de la personne de son impératrice, la foule, sous la direction du général Constantin Cabasilas, se dirigea alors vers le couvent de Petrion pour aller chercher la deuxième survivante de la dynastie, Théodora. D'abord hésitante, celle-ci dut se résigner sous la menace et, troquant sa tenue de moniale contre une robe somptueuse, elle fut conduite à la cathédrale Sainte-Sophie pour y être proclamée impératrice,,,.
À cette nouvelle, Michel V et son oncle Constantin s'enfuirent au monastère du Stoudion pour y trouver refuge. Pendant ce temps, Théodora toujours à Sainte-Sophie nomma ses ministres et s'assura que Michel V soit déposé. La foule qui l'entourait se dirigea alors vers le monastère du Stoudion où elle se saisit des deux hommes et leur fit crever les yeux aux acclamations de la foule ,,,,.

### Zoé et Théodora au pouvoir (1042)

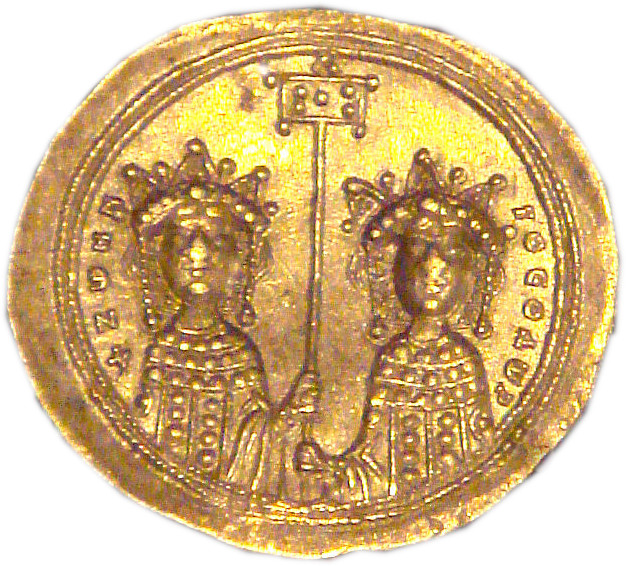
Histamenon d'or montrant les deux impératrices.

Pour la première fois, l'Empire byzantin avait deux impératrices, l'une au Grand Palais, l'autre à Sainte-Sophie. Le Sénat devait décider s'il fallait choisir Zoé qui, comme aînée, aurait dû avoir la priorité, ou Théodora comme libératrice de la tyrannie. Zoé mit fin à l'indécision des sénateurs en appelant sa sœur auprès d'elle et en l'invitant à régner conjointement à titre d'« autocratores », Théodora étant toutefois « soumise » à sa sœur et son trône placé quelque peu en arrière de son aînée dans les cérémonies officielles,. Pour combler d'honneur leurs soutiens, elles firent interroger Constantin et l'obligèrent à dévoiler où était caché le trésor impérial.
Psellos est très critique des sept semaines que dura leur gestion conjointe des affaires de l'État : « Pour la première fois, notre époque a vu le gynécée transformé en salle de conseil impérial », voulant dire par là qu'elles confondaient les trivialités du gynécée avec les grands dossiers et que Zoé dépensait sans compter le Trésor public. Il reconnaît toutefois que la gestion des affaires de l'État continua normalement, les hauts-fonctionnaires exposant les dossiers, les impératrices prenant conseil et donnant leurs ordres « d'une voix tranquille ». Skylitzès au contraire porte à leur crédit d'avoir rectifié certains abus comme la vente des charges de l'État et d'avoir procédé à d'importantes nominations civiles et militaires en y plaçant des personnes compétentes. Elles nommèrent l'eunuque de leur père, Nikolaos, comme domestique des Scholes et envoyèrent Georges Maniakès combattre les troubles naissants dans l'Italie byzantine.
L'harmonie entre les deux sœurs n'en était qu'une de surface : l'une et l'autre sœur avaient leurs partisans dans la population qui se disputait sur leur préséance respective. Zoé résolut de faire trancher le dilemme en sa faveur grâce à un nouveau mariage qui, en transférant le pouvoir effectif à son nouvel époux, donnerait aux affaires de l'État « une administration vigoureuse et la surveillance d'un homme à la poigne solide et très expert dans les affaires » . Âgée d'environ soixante-quatre ans, l'impératrice se mit ainsi en quête d'un nouvel époux. Alors que les concours de beauté étaient généralement organisés pour sélectionner une impératrice, cette fois, la logique s'en trouvait inversée. Trois candidats se présentèrent. Le premier fut Constantin Dalassène qui avait déjà été considéré par Constantin VIII comme époux possible de Zoé, mais qui une fois devant l'impératrice fit l'impression d'un homme au caractère trop difficile et tranchant. Le deuxième, Constantin Catepan, avait été secrétaire de Romain III mais envoyé en exil par Michel IV ; celui-ci aurait plu à l'impératrice, mais fut emporté subitement,. Le troisième, Constantin Monomaque, avait déjà été l'amant de Zoé sous le règne de Romain III, mais tombé en disgrâce sous Michel IV se trouvait en exil à Mélitène. Après avoir fait ratifier son choix par le Sénat, Zoé le fit rappeler d'exil,,,,. 
L'Église acceptant les troisièmes mariages mais les soumettant à une punition, le patriarche Alexis Studite n'imposa pas lui-même les mains aux deux époux pendant la cérémonie du mariage le 11 juin 1042 ; le lendemain il procéda néanmoins sans difficulté à la cérémonie du couronnement, Constantin devenant Constantin IX,,.

### Épouse deConstantinIX(1042-1050)

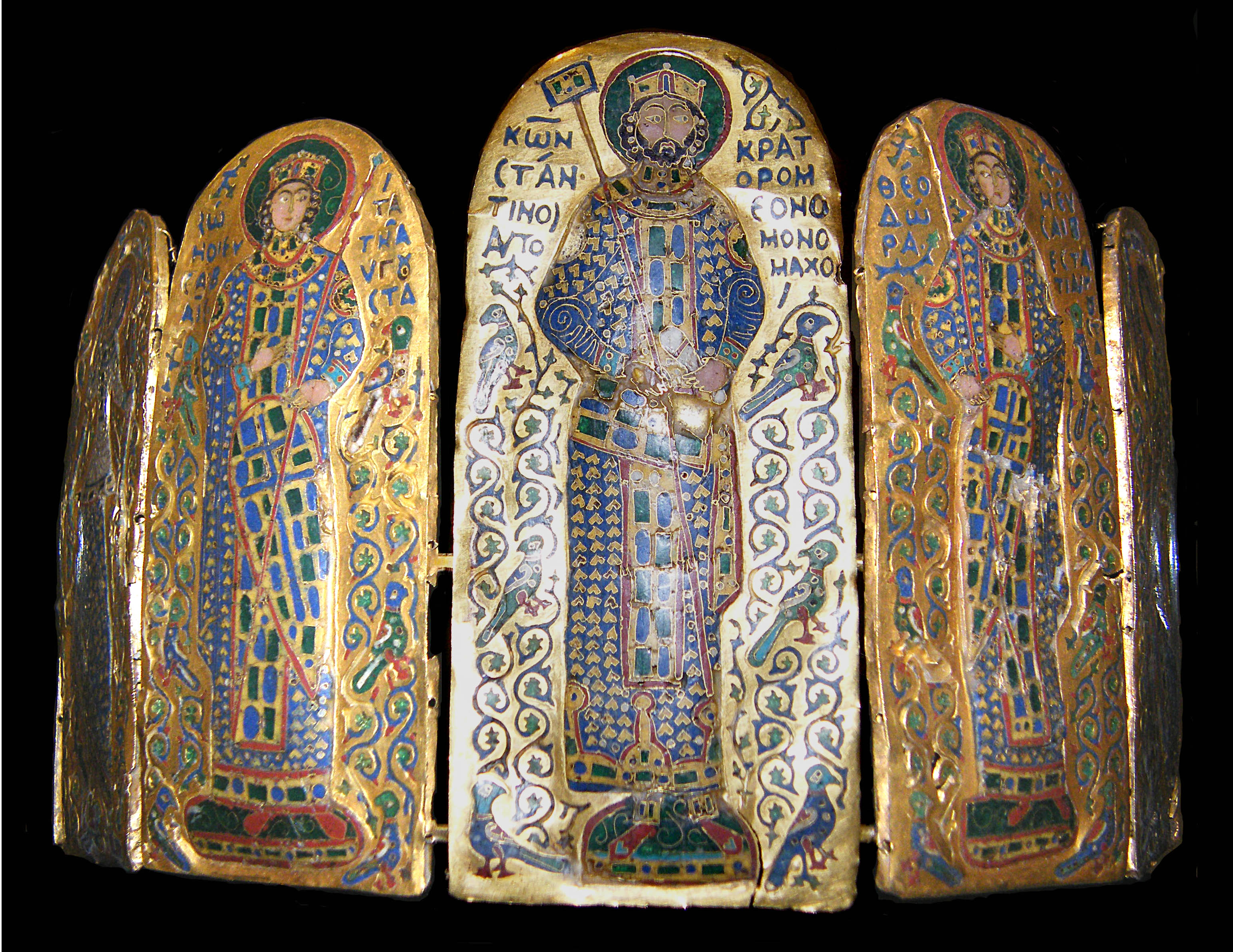
Zoé (gauche), Constantin IX (centre), et Théodora (droite) sur trois panneaux de la couronne dite de Monomaque.

Il y avait tout de même un problème : tout au long de son exil à Mélitène, Constantin IX avait vécu maritalement avec la cousine de sa deuxième femme, Marie Sklèraina. Le couple ne s'était pas marié en raison de la réprobation frappant les troisièmes mariages et de l'interdiction des mariages entre cousins de leur degré. D'une grande ambition, celle-ci espérait toujours que Constantin, dont le grand-père Bardas Sklèros s'était à trois reprises proclamé empereur, deviendrait empereur et elle impératrice ; l'union avec Zoé contrecarrait ses plans. Aussi, non content de demander son rappel d'exil, Constantin IX exigea que Marie Skleraina soit acceptée à la cour, ce à quoi Zoé consentit le jour même du mariage, promettant à celle-ci une réception amicale,. Selon Psellos, elle était alors trop âgée pour éprouver une quelconque jalousie à l'endroit d'une éventuelle concurrente, dont elle était par ailleurs consciente de la liaison avec Constantin quand elle l'a choisi.
Constantin installa d'abord sa maîtresse dans une maison anodine dans le quartier des Manganes, directement au-dessus du Grand Palais, près duquel il fit commencer la construction du magnifique complexe de Saint-Georges-des-Manganes, lui donnant ainsi un prétexte de visiter sa maîtresse régulièrement. Peu après toutefois, le couple reléguant les apparences aux oubliettes s'afficha ensemble publiquement.
Au grand dam du Sénat, Constantin persuada Zoé de régler les relations du trio par contrat, donnant naissance à un curieux ménage à trois. Les deux sœurs, Zoé et Théodora concédèrent à Marie Skleraina le titre de sébaste (traduction grecque d'Augusta) et elle fut appelée despoina (maîtresse ou « Madame » lorsqu’on s'adresse à une reine) comme les deux sœurs, prenant place immédiatement après elles dans les processions et cérémonies officielles. Les appartements privés des deux sœurs et de Marie Skleraina jouxtaient ceux de l'empereur, ceux de Marie étant les plus près ; dès lors, Zoé ne se rendit plus visiter son époux sans s'assurer au préalable qu'il était seul,,.
Avec ce léger compromis, Marie Skleraina était ainsi parvenue à ses fins. Mais si cet arrangement convenait au Palais, il n'en allait pas de même dans la population scandalisée de voir l'empereur préférer sa maîtresse à son épouse officielle. Des rumeurs commencèrent à circuler à l'effet que Marie Skleraina voulait faire assassiner Zoé et possiblement Théodora. Le 9 mars 1044, alors que Constantin IX s'apprêtait à quitter le palais pour la procession traditionnelle au sanctuaire des Saints-Martyrs, des cris fusèrent dans la foule : « Nous ne voulons pas la Skleraina comme impératrice. Vivent nos mères Zoé Porphyrogénète et Théodora ». L'empereur risquait d'être tué ou déposé ; heureusement pour lui, les deux sœurs apparurent alors au balcon du palais et firent un signe amical en direction de l'empereur. La procession fut abandonnée et par la suite Constantin ne se risqua presque jamais en public sans être accompagné de son épouse à sa droite et de sa maîtresse à sa gauche,,,. 
Dès lors les deux sœurs furent vues comme étant les souveraines légitimes et la source du pouvoir de Constantin. Ainsi, lorsque celui-ci célébra son triomphe contre le général rebelle Georges Maniakès en 1043, Zoé et Théodora siégèrent à sa droite et à sa gauche, alors que normalement les impératrices n'assistaient jamais à ce genre de cérémonie,.
Marie Skleraina sut semble-t-il se faire apprécier à la cour. Psellos la décrit comme ayant une jolie voix et affirme que, sans être de belle apparence, elle était intelligente et cultivée ayant avec lui de longues conversations sur la mythologie grecque,. Constantin en était certainement très amoureux et la rendit extrêmement riche, richesse qu'elle utilisa pour faire de splendides présents à Zoé et à sa sœur ainsi qu'aux autres membres influents de la cour. Elle utilisa également son influence pour promouvoir la carrière de son frère, Romain Sklèros et lui obtenir les positions de magistros et de protostrator,. En Anatolie, les terres de Romain jouxtaient celles de Georges Maniakès ; les deux hommes avaient eu de nombreuses disputes et en étaient venus aux mains. Grâce à son nouveau statut, Romain Sklèros parvint à faire rappeler Maniakès alors que celui-ci luttait avec difficulté contre les Lombards et les Normands en Sicile.
L'avenir de Marie Skleraina faisait l'objet de nombreuses rumeurs ; étant moins âgée que Zoé, Constantin aurait pu l'élever à la dignité impériale ou, nous dit Psellos, « créer pour elle un empire ; comment ? je l’ignore, mais il en avait certainement l'intention. » Toutefois, la sébaste devait décéder vers 1045 d'asthme et de douleurs à la poitrine. Elle fut enterrée à l'église de Saint-Georges-des-Manganes qu'il avait fait construire pour elle et c'est à ses côtés et non à ceux de Zoé qu'il choisit d'être lui-même inhumé par la suite,.

### Les dernières années

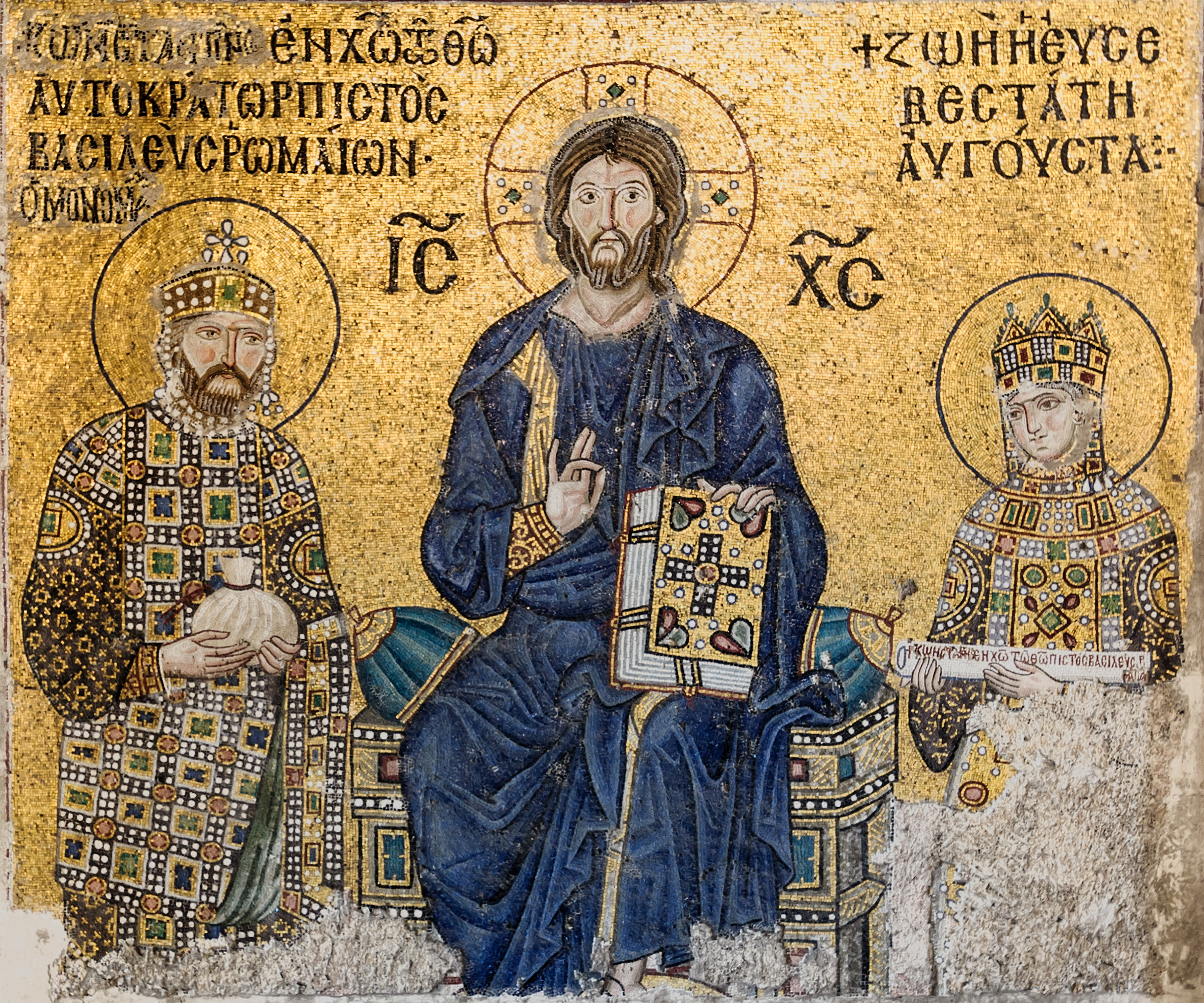
Mosaïque de l'impératrice Zoé (XIe siècle) à Sainte-Sophie. Au milieu, le Christ Pantocrator ; à sa droite, l'empereur Constantin IX ; à sa gauche, l'impératrice Zoé.

Zoé ne s'était jamais vraiment intéressée aux affaires de l'État sauf pour dépenser largement les richesses du trésor public, détournant même la solde des soldats pour récompenser la foule des flatteurs et la garde personnelle des deux impératrices. Elle aimait toutefois le pouvoir et, si elle pouvait être excessivement généreuse à l'endroit de ses amis, elle pouvait aussi faire aveugler ceux qui lui déplaisaient sous le moindre prétexte ; Constantin dut à de nombreuses occasions contremander ses ordres. Ne s'intéressant à aucun des travaux qui étaient alors l'apanage des femmes et voulant être dégagée de tout souci en ce qui concernait les affaires de l'État, elle se tourna entièrement vers la religion.
Dans son jeune âge, Zoé avait été grassouillette et plutôt petite, mais avait une figure parfaite, de grands yeux, des cheveux blonds dorés et un teint absolument blanc. Âgée, elle avait gardé une peau douce sans ride, même si elle avait commencé à se voûter et si ses mains tremblaient,. Mettant de côté tout désir de plaire, délaissant les parures impériales, elle se mit à confectionner des parfums et onguents à partir d'herbes aromatiques venues des Indes ou d'Égypte qu'elle transformait grâce aux services de nombreux serviteurs sur les « braseros » qui emplissaient ses appartements. Ces parfums et onguents n'avaient pas un but cosmétique, mais servaient plutôt d'offrandes à une icône du Christ qu'elle s'était fait faire, reproduisant le Christ « Antiphonetes », icône qui répondait aux questions qu'on lui posait en changeant de couleur et qui pouvait prédire les événements à venir,.
Zoé devait mourir après une brève agonie en 1050, âgée selon Psellos de 72 ans. Avant de mourir, elle remit les dettes et fait grâce aux condamnés des peines qui les tenaient en prison. Une dernière fois, elle ouvrit le Trésor public pour laisser couler l’argent « comme une rivière d’or ». Elle fut enterrée dans l’église qu'elle avait fait construire en l’honneur du Christ Antiphonetes. Il semble que Constantin ait été profondément touché par la mort de son épouse, « voulant lui rendre des honneurs presque divins » et proclamant qu'un champignon apparu à la base d’une colonnette où s'était concentrée de l'humidité démontrait « que son âme était mise au nombre des anges ».

## Historiographie
L'image qu'a laissé Zoé est contrastée. Pour ses contemporains, elle incarnait la pérennité d'une dynastie glorieuse et, pour cela, elle jouissait d'une grande popularité. Les chroniqueurs d'alors, suivis par nombre d'historiens, ont longtemps vu en elle une impératrice avide de pouvoir et de richesse, « plus intéressée par les onguents, les ornements et les mariages » mais peu portée sur la chose publique, soit qu'elle fut mise sur la touche par Romain III et Michel IV, soit qu'elle laissa à Constantin IX les rênes de l'Empire. Michel Psellos, le principal chroniqueur de son temps, en fit une femme guidée par ses désirs et prête à s'amouracher de jeunes parvenus. Pour autant, l'historienne Lynda Garland, qui s'est intéressée aux figures féminines du pouvoir à Constantinople, relève qu'elle prit un certain nombre de décisions de portée politique, au premier rang le choix des prétendants et, donc, de l'empereur. Tout en reconnaissant qu'elle prit le parti de se préoccuper peu des affaires publiques, elle souligne qu'il s'agissait certainement d'un choix personnel et non le seul produit d'une incapacité qui frapperait fermement les femmes dans l'exercice du pouvoir. Ainsi, sa sœur, Théodora, fut capable de régner seule quelques mois.

## Cinéma et télévision
Zoé Porphyrogénète est l'un des personnages de la série télévisée Vikings: Valhalla. Elle est incarnée par l'actrice russe Sofya Lebedeva (en).